# 朗杜济拉库尔
朗杜济拉库尔（法語：Landouzy-la-Cour，法語發音：[lɑ̃duzi la kuʁ]）是法国上法蘭西大區埃纳省的一个市镇，属于韦尔万区。

## 地理
朗杜济拉库尔（49°50'51"N, 3°59'1"E）面积10.12 平方千米，位于法国上法蘭西大區埃纳省，该省份为法国北部内陆省份，北起北部省，西接索姆省和瓦兹省，东临阿登省和马恩省，西南至塞纳-马恩省，东北部与比利时接壤。
与朗杜济拉库尔接壤的市镇（或旧市镇、城区）包括：拉布泰耶、阿尔西尼、朗杜济拉维尔、蒂耶拉什地区奥里尼、普洛米永、特纳耶、韦尔万。

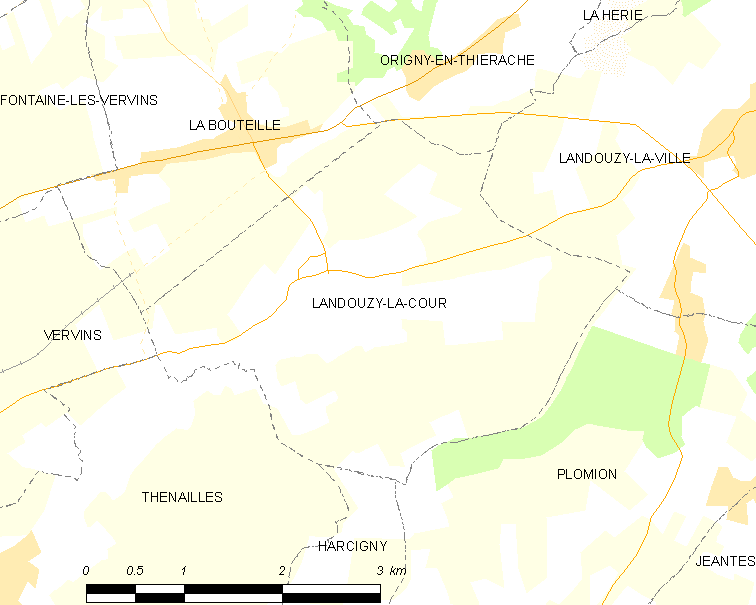
朗杜济拉库尔的OSM定位图

朗杜济拉库尔的时区为UTC+01:00、UTC+02:00（夏令时）。

## 行政
朗杜济拉库尔的邮政编码为02140，INSEE市镇编码为02404。

## 政治
朗杜济拉库尔所属的省级选区为韦尔万县。

## 人口

1962-2008年间朗杜济拉库尔人口变化图示

朗杜济拉库尔于2022年1月1日时的人口数量为168人。